# منصور حقیقت‌پور
منصور حقیقت‌پور (زادهٔ ۱۳۳۸) سرتیپ‌دوم سپاه پاسداران انقلاب اسلامی و سیاستمدار اهل ایران است، که در دورهٔ نهم مجلس شورای اسلامی به‌عنوان نماینده اردبیل در مجلس حضور داشت و نایب‌رئیس دوم کمیسیون امنیت ملی و سیاست خارجی مجلس شورای اسلامی بود.
وی فعالیت نظامی را در خلال جنگ ایران و عراق و از سال ۱۳۵۹ در سپاه پاسداران آغاز کرد. حقیقت‌پور از ۱۳۸۲ تا ۱۳۸۷ رئیس ستاد بازسازی عتبات عالیات بود و از ۱۳۸۷ تا ۱۳۸۹ به‌عنوان استاندار اردبیل فعالیت می‌کرد.

## دیدگاه‌ها و نظرها
براساس گزارش‌های خبری در جریان انتخابات نهمین دوره مجلس شورای اسلامی، می‌باشد. با این حال پس از تصدی سمت نمایندگی برخلاف اعضای جبهه پایداری که به عضویت فراکسیون اصول‌گرایان مجلس نهم (حامی ریاست غلامعلی حداد عادل) درآمدند، از اعضای شورای مرکزی فراکسیون رهروان ولایت (حامی ریاست علی لاریجانی) بود.
بر اساس اخبار برخی سایت‌های خبری، منصور حقیقت پور پس از انتشار اخباری مبنی بر احوال‌پرسی و دست دادن ظریف با اوباما، در این رابطه گفت «امیدواریم این خبر تأیید نشود چراکه درصورتی‌که آقای ظریف چنین کاری کرده باشد، قطعاً خطوط قرمز نظام را نادیده گرفته است.» حقیقت پور همچنین گفت، اگر خبر منتشره مبنی بر دست دادن ظریف با اوباما صحت داشته باشد و تأیید گردد، قطعاً نمایندگان مردم در مجلس شورای اسلامی نسبت به آن بی‌تفاوت نخواهند بود و این اقدام با واکنش مجلس همراه خواهد شد. وی دلیل این موضوع را این‌چنین اعلام نمود که آمریکا همچنان دشمن ملت ایران می‌باشد و بر دشمنی با ملت ایران اصرار دارد لذا دست دادن با دشمن مخالف مبانی انقلاب و مغایر با حقوق ملت است و چنین کاری از سوی ظریف بعید به نظر می‌رسد. وی که عضو کمیسیون امینت ملی نیز می‌بود اعلام داشت که نمایندگان مجلس دربارهٔ صحت‌وسقم دست دادن ظریف با اوباما تحقیق خواهند کرد، تا موضوع مشخص شود و گفت امیدواریم که این موضوع تأیید نگردد.
او در انتخابات دهمین دورهٔ مجلس شورای اسلامی از راهیابی به مجلس بازماند.